# Jason Bourne (film)
Jason Bourne är en amerikansk action- och spionthriller från 2016 i regi av Paul Greengrass, med manuset skrivet av Greengrass, Matt Damon och Christopher Rouse. Det är den femte filmen i Bourne-serien och uppföljaren till filmen The Bourne Ultimatum från 2007. Filmens protagonist spelas av Matt Damon. Alicia Vikander, Tommy Lee Jones, Julia Stiles och Vincent Cassel medverkar också i filmen.

## Rollista
| Matt Damon      | – Jason Bourne              |
| Tommy Lee Jones | – Robert Dewey              |
| Alicia Vikander | – Heather Lee               |
| Vincent Cassel  | – the Asset                 |
| Julia Stiles    | – Nicolette "Nicky" Parsons |
| Riz Ahmed       | – Aaron Kalloor             |
| Ato Essandoh    | – Craig Jeffers             |
| Scott Shepherd  | – Edwin Russell             |
| Bill Camp       | – Malcolm Smith             |
| Vinzenz Kiefer  | – Christian Dassault        |
| Gregg Henry     | – Richard Webb              |
| Stephen Kunken  | – Baumen                    |